# The First Time (1952)
The First Time is een Amerikaanse filmkomedie uit 1952 onder regie van Frank Tashlin.

## Verhaal
Joe en Betsey Bennet zijn in blijde verwachting. Wanneer hun zoontje eindelijk ter wereld komt, maken ze meteen ook kennis met de minder aangename aspecten van het ouderschap.

## Rolverdeling
| Acteur           | Personage        |
| ---------------- | ---------------- |
| Robert Cummings  | Joe Bennet       |
| Barbara Hale     | Betsey Bennet    |
| Bill Goodwin     | Mel Gilbert      |
| Jeff Donnell     | Donna Gilbert    |
| Carl Benton Reid | Andrew Bennet    |
| Mona Barrie      | Cassie Mayhew    |
| Kathleen Comegys | Florence Bennet  |
| Paul Harvey      | Leeming          |
| Cora Witherspoon | Zuster Salisbury |